# 6月5日 (旧暦)
旧暦6月5日（きゅうれきろくがついつか）は、旧暦6月の5日目である。六曜は仏滅である。

## できごと
- 長元元年（ユリウス暦1028年6月29日） - 平忠常の乱。平忠常が安房の国府を襲い国守・源惟忠を殺害
- 永万元年（ユリウス暦1165年7月14日） - 二条天皇の病気のため長寛より永万に改元
- 宝治元年（ユリウス暦1247年7月8日） - 宝治合戦。鎌倉幕府執権・北条時頼が幕府評定衆・三浦泰村を討ち三浦一族が滅亡
- 正慶2年/元弘3年（ユリウス暦1333年7月17日） - 討幕計画により隠岐に流された後醍醐天皇が隠岐から逃げ帰京
- 貞享元年（グレゴリオ暦1684年7月17日） - 井原西鶴が大矢数俳諧で1日23500句の即吟記録
- 元治元年（グレゴリオ暦1864年7月8日） - 池田屋事件。新選組が京都三条小橋の旅宿・池田屋に集まっていた尊皇攘夷派の志士を襲撃

## 誕生日
- 元亀2年（ユリウス暦1571年6月27日） - 角倉素庵、土木事業家・書家・貿易商（+ 1632年）
- 元亀3年（ユリウス暦1572年7月14日） - 酒井忠世、大老、上野厩橋藩第2代藩主（+ 1636年）

## 忌日
- 建保3年（ユリウス暦1215年7月3日） - 明菴栄西、日本臨済宗の開祖（* 1141年）
- 宝治元年（ユリウス暦1247年7月8日） - 三浦泰村、武士（* 1184年）